# 大久保茂和
大久保 茂和（おおくぼ しげかず、1980年2月9日 - ）は、日本の元男子バレーボール選手、指導者である。

## 来歴
神奈川県川崎市出身。兄の影響でバレーボールを始める。
法政大学第二高等学校、筑波大学を経て、2001/02シーズン、Vリーグ（当時の1部リーグ）に所属する堺ブレイザーズの内定選手となった。
2002年、大学卒業後に、堺ブレイザーズに入団した。なお、同時に大学院にも進学した。2002/03シーズンに第9回Vリーグの試合に出場し、Vリーグデビューを果たした。以降も試合に出場する。
2005/06シーズン、第12回Vリーグでチームは8シーズンぶりの優勝を果たし、その優勝を決めたファイナルが、自身のバレーボール人生にとって最も印象に残った試合だと話した。
2006/07シーズン終了をもって現役を引退した。
2007年、現役引退後、V・プレミアリーグ（当時のVリーグ1部リーグ）の女子に所属する久光製薬スプリングス（現・SAGA久光スプリングス）のコーチに就任した。当時の同チーム監督は眞鍋政義である。チームは2008/09シーズンに準優勝を果たした。
2009年、眞鍋が日本代表監督に就任となり、自身も日本代表のコーチに就任となった（両者とも久光製薬の指導者は退任）。2010年の世界選手権と2012年ロンドンオリンピックでの銅メダル獲得に貢献した。2016年まで眞鍋の下でコーチを務め、リオネジャネイロオリンピックにもコーチとして出場し、それをもって眞鍋と同時に退任した。退任後は、スポーツ指導者海外研修員を務めた。
2018年4月、久光スプリングスのコーチに復帰し、酒井新悟監督の下でコーチを務める。チームは、2018-19シーズン、2021-22シーズンにリーグ優勝を果たした。
2022年5月、3シーズンぶりの優勝を果たした2021-22シーズン終了をもって久光を退団し、同じくV.LEAGUE DIVISION1 WOMEN（V1女子）に所属する埼玉上尾メディックスの監督に就任した。自身初の監督としてのキャリアとなる。

## 人物
兄は元ラグビーユニオン選手・現U20日本代表ヘッドコーチの大久保直弥。

## 所属チーム

### 選手歴
- 法政大学第二高等学校（1995-1998年）
- 筑波大学（1998-2002年）
- 堺ブレイザーズ（2002-2007年）

### 指導歴
- 久光製薬スプリングス コーチ（2007-2009年）
- 女子日本代表 コーチ（2009-2016年）
- 久光スプリングス コーチ（2018年4月-2022年）
- 埼玉上尾メディックス 監督（2022年-）